# Zamek w Złotnikach
Zamek w Złotnikach – zamek wybudowany na przełomie XV w. i XVI w. w Złotnikach.

## Historia
W czasie ataku Tatarów w 1624 roku zamek został zniszczony. W 1648 r. podczas wojny Bohdana Chmielnickiego zamek zdobyli Kozacy. Los fortyfikacji w XVII wieku nie jest znany. Obecnie zamek nie istnieje.